# Halloumi
 (octobre 2021).
Si vous disposez d'ouvrages ou d'articles de référence ou si vous connaissez des sites web de qualité traitant du thème abordé ici, merci de compléter l'article en donnant les références utiles à sa vérifiabilité et en les liant à la section « Notes et références ».

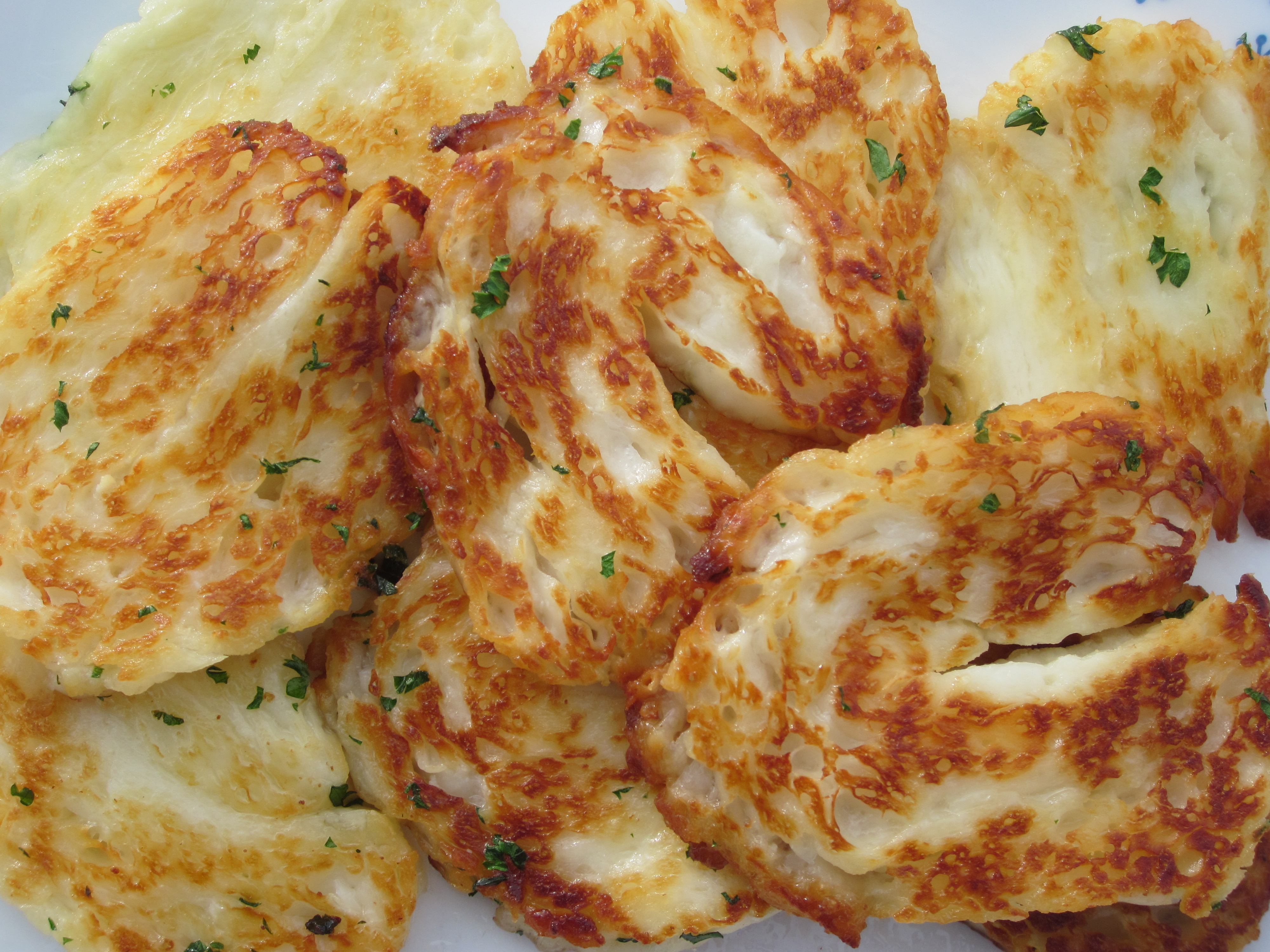
Halloumi frit.

Le halloumi (en grec : χαλλούμι / challoúmi, [ xa'lːumi] ; en turc : hellim) est un fromage chypriote. Il est protégé à l'échelle européenne par une appellation d'origine protégée depuis 2015. 
Si la tradition veut qu'il soit fabriqué à partir d'un mélange de lait de chèvre et de lait de brebis, certains fromages peuvent également intégrer du lait de vache jusqu'à hauteur de 80 %. Cette situation est due au fait que la production de lait de chèvre et de brebis sur l'île de Chypre est insuffisante et très onéreuse. La commission européenne autorise donc les fromages contenant un pourcentage de lait de vache plus élevé à bénéficier de l'AOP Halloumi jusqu'à la fin de l'année 2024 afin de soutenir l'activité économique locale et de donner aux acteurs locaux le temps de s'adapter. L'AOP Halloumi est réservée aux fromages produits sur le sol chypriote mais des fromages apparentés sont fabriqués et consommés dans le reste du Proche-Orient, à l'image du ḥallūm (arabe : حلوم) égyptien .
Le halloumi est un fromage à la texture semi-ferme et à la forme repliée caractéristique : celle-ci est due au fait que, durant la fabrication du fromage, la pâte est pliée en deux. Sa maturation dure quarante jours, période durant laquelle il est salé et mis à sécher dans un local aéré, avant d'être conditionné dans un emballage contenant, outre son propre petit-lait, de la saumure et des feuilles de menthe ciselées, les propriétés antiseptiques de cette plante empêchant l'altération du fromage. Dans des conditions optimales, il peut être conservé au frais (+4 °C) jusqu'à un an.
Le halloumi peut être dégusté nature, bien qu'il soit plus généralement employé en cuisine. Quand on le grille ou frit à l'huile d'olive, sa texture change sans qu'il ne fonde pour autant, particularité due à son "point de fusion" élevé. Traditionnellement, le halloumi est employé dans des salades ou des brochettes appelées kebab ou kebap.
Il existe deux sortes de halloumi : le halloumi traditionnel et le halloumi frais. Si le fromage traditionnel existe depuis plusieurs siècles, le frais a commencé à être commercialisé dans les années 1950.
La valeur énergétique du halloumi est en moyenne de 300 kilocalories pour 100 grammes. Sa teneur en calcium est relativement élevée, atteignant 850 mg pour 100 grammes, soit une teneur supérieure au cheddar (800 mg pour 100 grammes).

## Référence
1. ↑  Claude Luisier (ill. Scarlett Ouziel, photogr. Sophie Dumont), La Fromagerie, Paris, Larousse, 2023, 256 p. (ISBN 978-2-03-605425-7, OCLC 1416338280, lire en ligne), p. 222
2. ↑  L'Orient-Le Jour, 30 mars 2021, "Le halloumi de Chypre"